# Пиа Миа
Пиа Миа Перес  (англ. Pia Mia Perez; род. 19 сентября 1996), наиболее известна как Пиа Миа — американская певица, автор песен и модель из Гуама. Начала продвижение с загрузки своих видео на YouTube. Позже снималась в различных рекламных роликах и видеоклипах.

## Юность
Родилась на острове Гуам, США, в семье Питера Переса-младшего и Анджелы Терлахе Перес. Часто выступала на свадьбах и других общественных мероприятиях, а в 2010 году вместе с матерью переехала в Лос-Анджелес, чтобы начать карьеру профессиональной певицы. Пиа Миа имеет чаморрских, итальянских, голландских и венгерских предков. 

## Карьера

### 2013–2017: Начало карьеры, The Gift и The Gift 2

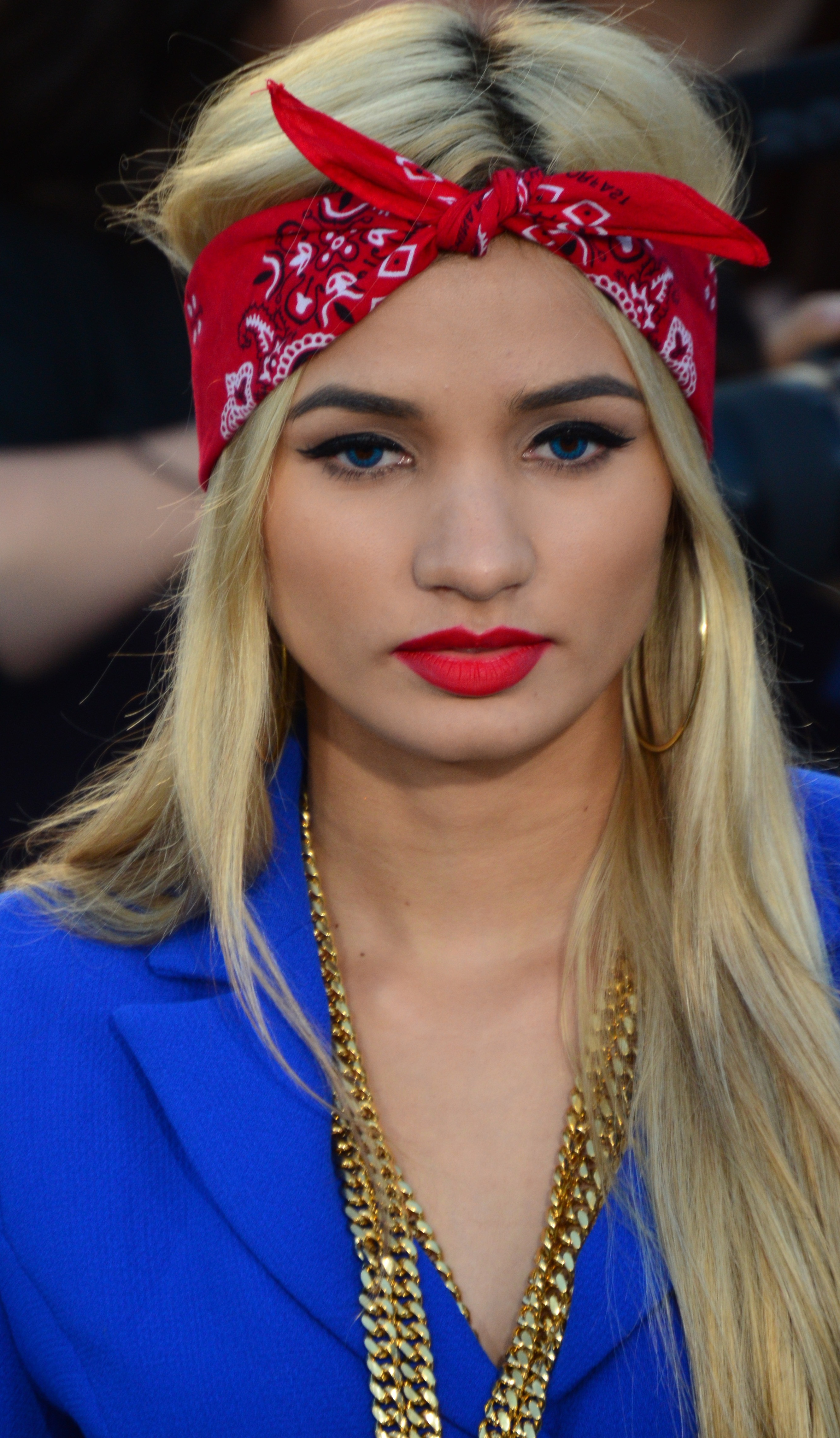
Пиа Миа в Лос-Анджелесе, на премьере фильма «Дивергент», 18 марта 2014 год

В 2013 году Пиа Миа познакомилась с менеджером и продюсером Криса Брауна Абу «Бу» Таимом. Начала работать над своим собственным материалом вместе с Ник Нэком и с тех пор находится с ним в сотрудничестве и в личных отношениях. В частности, вместе они сделали кавер-версию сингла Дрейка 2013 года «Hold On, We're Going Home». В марте 2014 года Пиа выложила видеоклип на песню на своём канале на YouTube.
9 декабря 2013 года Пиа Миа на Vevo выложила для скачивания видеоклип на песню «Red Love», свой дебютный сингл, вошедший в её дебютный мини-альбом The Gift. 29 декабря 2013 Пиа Миа выложила для бесплатного скачивания свой мини-альбом The Gift. Помимо сингла «Red Love», данный релиз включал в себя также кавер-версию песни «Hold On, We’re Going Home». 25 февраля 2014 года на iTunes вышел сокращённый микстейп миньона без песен «Shotgun Love» и «I Got It».
В то же время Миа подписала контракт на несколько альбомов с лейблом Interscope Records. Песня «Fight For You», записанная вместе с Chance the Rapper была специально написана для боевика 2014 «Дивергент» и стала его саундтреком. Саундтрек достиг 16 места в Billboard 200.
По состоянию на май 2015 года Пиа Миа начинала работу над своим дебютным студийным альбомом. За это время она написала 100 песен для альбома. В начале 2015 года она выпустила промосингл «Fuck With U» совместно с хип-хоп-исполнителем и продюсером G-Eazy. Первоначально он задумывался в качестве первого сингла с предстоящего альбома, но тем не менее он был отменён. 4 мая 2015 года Миа выпустила песню «Do It Again» в качестве первого сингла с её дебютного альбома. Данная песня была записана вместе с Крисом Брауном и Tyga и смогла достичь 8 места в the UK Top 40, 71 места в Hot 100, 19 в the Rhythmic Songs chart и 70 в Canadian Hot 100. 30 октября 2015 года Пиа Миа выпустила свой второй официальный сингл «Touch» со своего предстоящего студийного альбома. Соавтором песни выступил Stargate. Сингл занял 47 в Австралии и в UK Singles Chart, но не сумел попасть в американский Billboard Hot 100.
В 2016 году появилась на сингле will.i.am «Boys & Girls» и выпустила промосинглы «On & On» при участии Syph и «We Should Be Together». В 2017 году другая песня «I’m a Fan» с участием Jeremih была выпущена в виде полноценного сингла. Оба трека не имели коммерческого успеха. С тех пор Пиа Миа рассталась с лейблами Interscope и Wolfpack, принадлежавших Universal Music Group. 15 декабря она выпустила свой второй мини-альбоми The Gift 2, где в качестве главного сингла 1 декабря 2017 года была выпущена песня «Off My Feet».

### С 2019: карьера актрисы и смена лейбла
В 2019 году Перес дебютировала в качестве актрисы, сыграв роль Тристан в фильме «После», а также выпустила сингл «Bitter Love», который вошел в саундтрек фильма. 20 июня 2019 года она выпустила сингл «Crybaby». Затем вышли еще два сингла «Feel Up» и «Don't Get Me Started». Все четыре сингла были выпущены под независимым лейблом Cherry Pie Records.
14 мая 2020 года стало известно, что Перес подписала контракт с Electric Feel Entertainment и Republic Records. 15 мая того же года Перес выпустила сингл «Princess». В интервью Idolator она подтвердила выпуск сингла «Hot», который войдет в ее предстоящий дебютный студийный альбом. Сингл вышел 24 июля 2020 года. 27 октября 2020 года был выпущен ремикс на песню с участием Шона Пола и Фло Милли.
В 2020 году Перес сообщила, что написала книгу под названием «The Princess Diaries: Sand, Glitter and Silicone», которая будет выходить глава за главой через Wattpad . В сентябре 2020 года она стала участницей OnlyFans.

## Дискография

### Мини-альбом
| Название   | История релиза                                                                         |
| ---------- | -------------------------------------------------------------------------------------- |
| The Gift   | - Выпущен: 25 февраля 2014 - Формат: Цифровое скачивание - Лейбл: Wolfpack, Interscope |
| The Gift 2 | - Выпущен: 15 декабря 2017 - Формат: Цифровое скачивание - Лейбл: Pia Mia Recordings   |

### Синглы

#### В качестве ведущего исполнителя
| «Red Love»                                                   | 2013 | —  | —  | —  | —  | —  | —  | —  | —  | —  | —  | | The Gift          |
| «Mr. President»                                              | 2014 | —  | —  | —  | —  | —  | —  | —  | —  | —  | —  | | The Gift          |
| «Fuck with U» (совместно с G-Eazy)                           | 2015 | —  | —  | —  | —  | —  | —  | —  | —  | —  | —  | | Неальбомный сингл |
| «Do It Again» (совместно с Криса Брауна и Tyga)              | 2015 | 71 | 5  | 39 | 70 | 38 | 52 | 10 | 15 | 70 | 8  | - RIAA: Золотой - ARIA: Платиновый - BPI: Платиновый - IFPI DEN: Золотой - IFPI SWE: Золотой - RMNZ: Платиновый | Неальбомный сингл |
| «Touch»                                                      | 2015 | —  | 47 | —  | —  | —  | 83 | —} | 28 | —  | 47 | - BPI: Серебряный                                                                                               | Неальбомный сингл |
| «I’m a Fan» (при участии Jeremih)                            | 2017 | —  | —  | —  | —  | —  | —  | —  | —  | —  | —  | | Неальбомный сингл |
| «Bitter Love»                                                | 2019 | —  | —  | —  | —  | —  | —  | —  | —  | —  | —  | | TBA               |
| «Princess»                                                   | 2020 | —  | —  | —  | —  | —  | —  | —  | —  | —  | —  | | TBA               |
| «Hot» (сольный или ремикс при участии Шона Пола и Фло Милли) | 2020 | —  | —  | —  | —  | —  | —  | —  | —  | —  | —  | | TBA               |
| «—» означает, что сингл не попал в чарты или не был выпущен. |      |    |    |    |    |    |    |    |    |    |    | |                   |

#### В качестве приглашённого исполнителя
| Название                                       | Год  | Высшая позиция в чартах | Высшая позиция в чартах | Высшая позиция в чартах | Высшая позиция в чартах | Высшая позиция в чартах | Высшая позиция в чартах | Высшая позиция в чартах | Сертификации      | Альбом             |
| Название                                       | Год  | AUS                     | BEL (Wa)                | FRA                     | GER                     | IRE                     | SCO                     | UK                      | Сертификации      | Альбом             |
| ---------------------------------------------- | ---- | ----------------------- | ----------------------- | ----------------------- | ----------------------- | ----------------------- | ----------------------- | ----------------------- | ----------------- | ------------------ |
| «Boys & Girls» (will.i.am при участии Пиа Мии) | 2016 | 53                      | 17                      | 46                      | 39                      | 42                      | 14                      | 21                      | - BPI: Серебряный | Неальбомные синглы |
| «Cuddled Up» (Джон Линдал при участии Пиа Мии) | 2020 | -                       | -                       | -                       | -                       | -                       | -                       | -                       |                   | Неальбомные синглы |
| «Lovefool» (twocolors при участии Пиа Мии)     | 2020 | -                       | -                       | -                       | -                       | -                       | -                       | -                       |                   | Неальбомные синглы |

### Промосинглы
| Название                                   | Год  | Альбом             |
| ------------------------------------------ | ---- | ------------------ |
| «Bubblegum Boy» (с Беллой Торн)            | 2011 | Неальбомные синглы |
| «The Last Man On Earth»                    | 2012 | Неальбомные синглы |
| «Shotgun Love»                             | 2012 | The Gift           |
| «What a Girl Wants»                        | 2012 | Неальбомные синглы |
| «Fuck with U» (при участии G-Eazy)         | 2015 | Неальбомные синглы |
| «We Should Be Together»                    | 2016 | Неальбомные синглы |
| «Off My Feet»                              | 2017 | The Gift 2         |
| «Crybaby» (при участии Theron Theron)      | 2019 | TBA                |
| «Feel Up» (с YG)                           | 2019 | TBA                |
| «Don’t Get Me Started» (с Gunna и Carnage) | 2019 | TBA                |

### Появление в качестве приглашённого исполнителя
| Название        | Год  | Прочие исполнители | Альбом                                        |
| --------------- | ---- | ------------------ | --------------------------------------------- |
| «Fight for You» | 2014 | Chance The Rapper  | Divergent: Original Motion Picture Soundtrack |

## Фильмография

### Фильм
| Год  | Название       | Роль    | Примечания |
| ---- | -------------- | ------- | ---------- |
| 2019 | После          | Тристан |            |
| 2020 | После. Глава 2 | Тристан |            |

### Телевидение
| Год  | Название         | Роль             | Примечания                             |
| ---- | ---------------- | ---------------- | -------------------------------------- |
| 2016 | East Los High    | Играет саму себя | Эпизод: «You’re Dancing Like a Gringo» |
| 2018 | Счастливы вместе | Райли Коннерс    | Эпизод: «Пилотный»                     |

## Комментарий
1. ↑  «Touch» не попал в NZ Top 40 Singles Chart, но сумел попасть на 10 место в the NZ Heatseekers chart[44].